# HQ Большого Пса
HQ Большого Пса (лат. HQ Canis Majoris), HD 57593 — двойная затменная переменная звезда типа Алголя (EA) в созвездии Большого Пса на расстоянии приблизительно 2152 световых лет (около 660 парсеков) от Солнца. Видимая звёздная величина звезды — от +6,27m до +6,01m. Орбитальный период — около 24,603 суток.

## Характеристики
Первый компонент — белая Am-звезда спектрального класса B3V.
Второй компонент удалён на 8,8 угловых секунд.